# Neunkirchen (Bernkastel-Wittlich)
Neunkirchen település Németországban, Rajna-vidék-Pfalz tartományban. Lakosainak száma 153 fő (2023. december 31.). Neunkirchen Beuren községgel határos.

## Népesség
A település népességének változása:
| Lakosok száma | 153  | 150  | 162  | 154  | 148  | 152  | 153  |
|               | 1975 | 2014 | 2017 | 2019 | 2021 | 2022 | 2023 |